# Jean-Michel Baylet
Jean-Michel Baylet (født 17. november 1947 i Toulouse, Haute-Garonne i regionen Occitanie) er en fransk politiker og avisudgiver. Han har været formand for det radikale venstreparti og medlem af Nationalforsamlingen samt af Senatet. Desuden er han er tidligere minister. 

## Partiformand
Jean-Michel Baylet var formand for det radikale venstreparti (PRG) fra 28. januar 1996 til den 17. februar 2016. 
Han var medlem af Det radikale venstreparti i 1973-2017 og blev det igen i 2019. I 2017-2019 var han medlem af Den radikale bevægelse (MRSL). Før 1972 var han med i det historiske Radikale parti (RAD).

## Ministerposter
Fra 1984 til 2017 havde Jean-Michel Baylet ministerposter i skiftende socialistisk–radikale regeringer (Regeringerne Fabius I, Rocard II, Cresson I, Bérégovoy I, Valls II og Cazeneuve). 
I 2016–2017 var han minister for planlægning, landdistrikter og lokale myndigheder.

## Medlem af Nationalforsamlingen og Senatet
Jean-Michel Baylet var medlem af Nationalforsamlingen for en kreds i Tarn-et-Garonne i 1978–1984. I juni 1988 genindtrådte han kortvarigt i Nationalforsamlingen.
Jean-Michel Baylet var medlem Senatet i 1985–1988 og igen i 1995–2014.

## Borgmester og departementsrådsformand
Jean-Michel Baylet var borgmester i Valence-d'Agen i 1977–2001, og han var formand for generalrådet i departementet Tarn-et-Garonne i 1985–2015.